# Possible Selections
Possible Selections is een compositie van de Noorse componist Yngve Slettholm. Het werk heeft als ondertitel Concerto for flute and orchestra, dateert van 1987 en duurt circa 25 minuten.
Slettholm schreef deze compositie toen hij nog in Buffalo studeerde bij Morton Feldman. Feldman overleed toen plotseling; de compositie is aan hem opgedragen. In tegenstelling tot klassieke fluitconcerten, waarbij steeds in een bepaalde richting (akkoorden, thema's en tempi) wordt gemusiceerd, is dat hier allemaal afwezig. De compositie begint met de fluitpartij, die uit het niets lijkt te ontstaan en nergens naartoe lijkt te gaan. Ook de begeleidingspartij(en) lijken geen enkele richting te hebben. Als de klanken worden vertaald naar zicht, zou je dit werk kunnen vergelijken met het tegen de zon inkijken op een nat wegdek. Afstanden zijn niet meer in te schatten, beelden vervagen, er is wel kleurverschil, maar je ziet niet waar welke kleur in een andere overgaat.
Dat de componist onder invloed stond van Feldman is duidelijk; de musici zijn spaarzaam aan het "woord"; dat geldt ook voor de solist. Nergens duikt een melodie op; het blijft allemaal in de kiemfase. Soms lijken de tonen weliswaar los van elkaar te staan, maar toch enig verband met elkaar hebben. Dat heeft dit werk gemeen met bijvoorbeeld Nature Pieces van Feldman. Slettholm is echter niet zo rustig als Feldman. De begeleiding is steeds dreigend; of er elk moment iets kan gebeuren, maar op een enkele uitbarsting met percussie na blijft alles toebedekt. Bovendien krijg je bij Nature Pieces nog het gevoel dat de compositie ergens naartoe gaat. Dat is hier niet dus het geval. Aan het eind speelt de solist noten met een steeds langere rustpauze na elkaar totdat alles wegsterft of al weggestorven is.
Slettholm wist welke mogelijkheden er waren met dit blaasinstrument; hij is zelf fluitist.

## Bron en discografie
- Uitgave Aurora Records 5030; Oslo Filharmonisch Orkest, o.l.v. Christian Eggen, solist Tom Ottar Andreassen, dwarsfluit